# 김인 (바둑 기사)
김인(金寅, 1943년 11월 23일~2021년 4월 4일)은 대한민국의 프로 바둑 기사로, 아직 일제 시대 강점기 말기였던 전남 강진 출생이다.

## 경력
1958년에 프로 바둑 입단하였고, 1962년에 일본으로 바둑 유학을 가서 기타니 미노루(木谷實)의 문하에 들어 갔다. 이듬해 1963년 대한민국에 귀국, 조남철과 함께 바둑 기사 국수로의 어깨를 나란히 펼치었다. 1965년 이후 국수전, 패왕전, 최고위전, 명인전 등 바둑 대회에서 수차례 우승하였다. 1973년 조훈현 五단 에게 최고위전을 넘겨주기 이전까지는 어언 10년 동안 대한민국 바둑계 분야에서 전성기를 구가했다. 1983년에 9단으로 승단하였고 바둑계에서 그의 별명은 "김 국수"가 되었다. 그 후 2014년에 은퇴했다. 그 이후로는 SBS의 진로배 SBS 세계 바둑 최강전, SBS배 연승바둑최강전 등에 초청 해설자로도 나서는 등, 그렇게 바둑 해설가로도 활약했다.